# Església de Sant Antoni Abat de Rafelbunyol
L'església parroquial de Sant Antoni Abat a Rafelbunyol data del segle xv. Està catalogada com a Bé_d'interès_cultural, amb número d'anotació RI-46.13.207-001, segons la llei del Patrimoni Cultural Valencià.

## Història
L'amo territorial D. Raimundo Escorna, instigat pels cristians que vivien en la seua alqueria de Rafelbunyol, per escriptura de l'11 d'octubre de 1289, mana edificar una Església i altar en honor de Sant Antoni de Vianesco.
En 1491, a instàncies de Pere Exarch, amo per aquestes dates de Rafelbunyol, el Papa Innocenci VII va expedir a Roma una butlla per la qual s'erigia en parròquia independent.
L'1 de març de 1492 es va efectuar l'acte solemne de l'elecció parroquial. Aquesta església es mantindrà fins a 1750 en què comença la construcció de l'actual edifici. Cal destacar que el campanar es va construir gairebé cinquanta anys abans que l'església i és completament independent d'aquesta, fet que a simple vista no s'aprecia.
La primera pedra per a la construcció de l'Església es va col·locar el 19 de març de 1750, dijous, a les tres de la vesprada, sent procurador del Marqués de Bèlgida, Mossén Juan Tornet i rector, Gabriel Cortell.
L'església, en la seua forma externa, ha mantingut fins a l'actualitat la mateixa estructura, però a l'interior l'estructura ha variat, sobretot l'altar major. Les causes hem de buscar-les en la Guerra Civil Espanyola. Durant aquesta època, l'església va ser utilitzada com a economat per part del bàndol republicà i la part interior es va perdre pràcticament en la seua totalitat, deixant l'altar major només amb la paret del fons.

## Descripció
La primitiva església era d'una sola nau. Quatre arcs de diafragma rebien la càrrega de la teulada moruna; en el primer dels arcs s'obria la porta principal d'entrada i estava acabat per uns adorns piramidals rematats pel "Tau" o creu de Sant Antoni Abat.
La construcció de l'església parroquial data de 1750. S'hi troben algunes característiques del barroc valencià i dins d'aquestes, certes influències del matemàtic Tosca.
Es tracta d'una construcció formada per una nau central en forma de creu llatina, capelles laterals comunicades per arcs amplis, el creuer notablement remarcat mitjançant una cúpula o mitja taronja octogonal il·luminada zenitalment, la qual cosa li confereix una major lluminositat. El presbiteri de capçalera recta amb dependències a banda i banda (sagrari i sagristia). A més de la il·luminació de la cúpula, la nau central es troba també il·luminada zenitalment.
L'altar major estava realitzat amb pedra negra del Cabeç Bort i de Sagunt. Va ser obra de Juan Gisart i destruït durant la Guerra Civil. L'actual altar major, es va construir en 1941. No tenia púlpits; aquests es trobaven en la primera columna del creuer i van ser traslladats al presbiteri al voltant dels anys 1950.
En l'actualitat, l'interior de l'església es conserva tal com es va construir, a excepció de la reconstrucció de l'altar en 1941 i la recent construcció del cor damunt de la cancel·la. La façana d'un sol cos feta de pedra amb cornisa mixtilínia amb una porta central coronada per una fornícula que alberga la imatge del titular de la parròquia, Sant Antoni Abat.
La cúpula, en la seua part externa, es troba decorada amb la clàssica teula blava valenciana.
El campanar, realitzat en 1705, està format per una torre rematada per un cos de campanes i la llanterna. Entre tots dos, hi ha un cos central compost de contraforts de perfil rectangular. Va ser reconstruït a principis dels anys 1980, a causa del seu estat de deterioració.

## Nota
Aquest article incorpora material procedent de la pàgina web de la Federació Valenciana de Municipis i Províncies, que mitjançant una autorització va permetre agregar contingut i imatges i publicar-los sota llicència GFDL.